# 林昌院
林昌院（りんしょういん）は、愛知県春日井市田楽町にある高野山真言宗の寺院。

## 概要
天文21年（1552年）に慧明法印が阿遮羅山林昌院を創建した。慧明はもと内山永久寺の僧で、大峯山で修行を積んだという。桶狭間の戦いの際、織田信長は慧明に戦勝祈願を命じ、勝利のすると大定寺の寺号を与えたという。寛文3年（1663年）、藩主徳川義直から下賜された秋葉権現（神仏習合の神）を祀るようになった。
修験道当山派に属したが、昭和29年（1954年）に高野山真言宗に転じている。

## 文化財
重要文化財（国指定）
- 絹本著色聖宝像 - 1992年（平成4年）6月指定。

## 行事
- 2月：秋葉様 - 春日井市立鷹来小学校区・春日井市立大手小学校区・小牧市立陶小学校区の町内を毎日巡り住職らによる読経および祈願が行われる。
- 4月：弘法様 - この地域の町内でお米や硬貨（1円、5円、10円等志し）をお供えし町内会の人から餅や菓子（春日井市桃山町の菓子問屋等が用意）が配られる。
- 8月：子供相撲大会 - 元気な子供たちが出場する奉納相撲。
- 11月：火祭り - 護摩、火渡り。

## 交通手段
- 名鉄バス：春日井駅発小牧駅行きに乗車、「西町屋」バス停下車。
- 名鉄バス：春日井駅発大草行きに乗車、「町屋」バス停下車。
- 名鉄バス：勝川駅発小牧駅行きに乗車、「町屋」バス停下車。
- 名鉄バス：勝川駅発春日井市民病院行きに乗車、「町屋」又は「南町屋」バス停下車。
- こまき巡回バス：桃花台線小牧駅発桃花台センター上行きに乗車、「上田楽」バス停下車。

## 周辺
- 長福寺
- 新徳寺
- 伊多波刀神社
- 田楽砦跡
- 春日井市立鷹来小学校
- JA尾張中央田楽支店
- 東海メディカルプロダクツ
- 愛知県立春日井西高等学校